# اوبردروبورگ
اوبردروبورگ (به آلمانی: Oberdrauburg) یک منطقهٔ مسکونی در اتریش است که در ناحیه اشپیتال آن در دراو واقع شده‌است. اوبردروبورگ ۱٬۳۳۴ نفر جمعیت دارد.

## خواهرخوانده
شهر سینیا خواهرخواندهٔ اوبردروبورگ هست.